# Hungerproteste in Rawicz

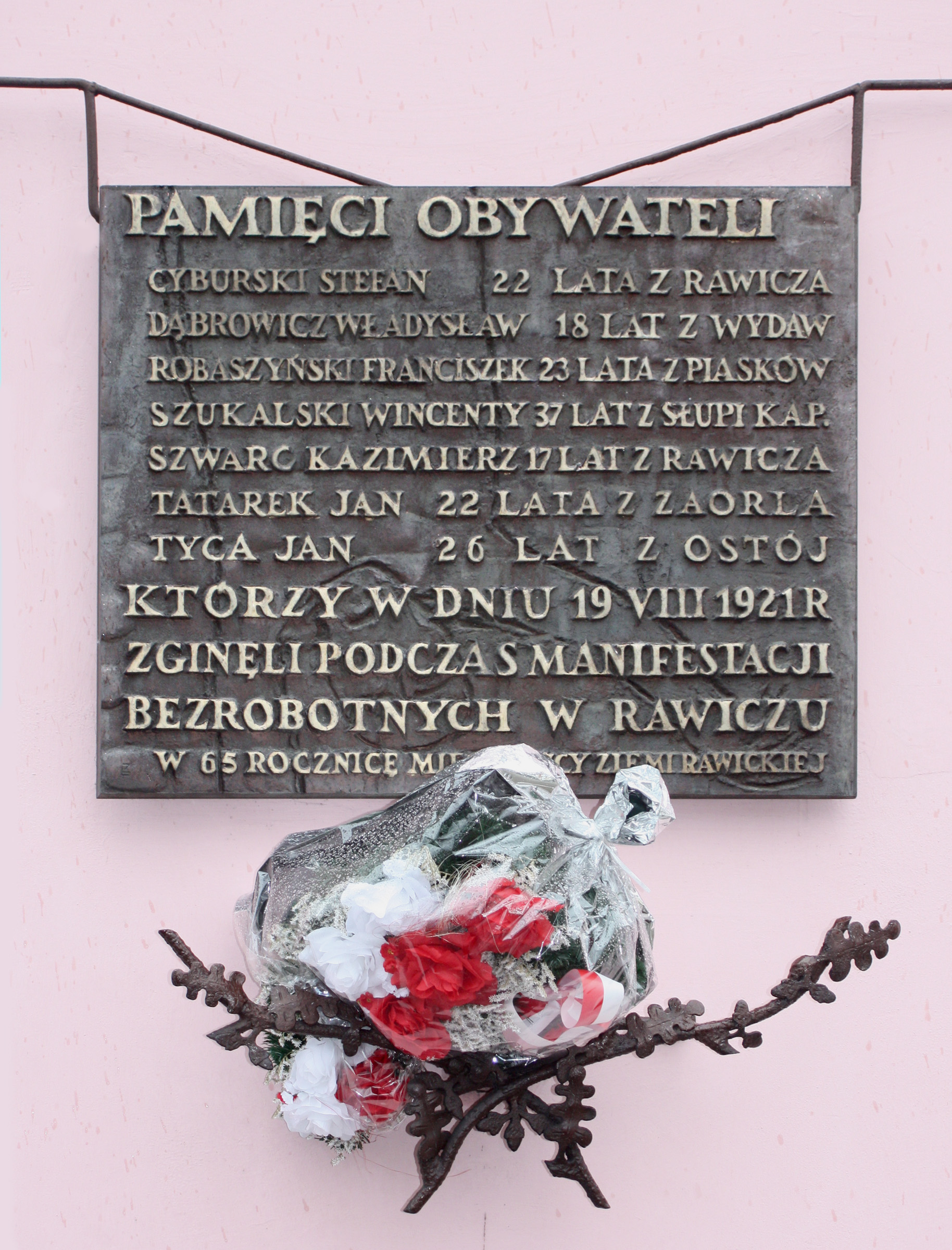
Gedenktafel am ehemaligen Rawiczer Rathaus

Hungerproteste in Rawicz fanden am 19. August 1921 statt. Diese Proteste der Arbeiter, Bauern und Arbeitslosen wurden von der polnischen Staatspolizei blutig niedergeschlagen.

## Ursachen der Proteste
Die Proteste wurden von der schwierigen Lage der Wirtschaft in den von Polen übernommenen preußischen Gebieten ausgelöst. Bis Juni 1921 waren diese Gebiete vom übrigen polnischen Hoheitsgebiet durch eine Zollgrenze abgetrennt, gleichzeitig verlor die dortige Industrie den deutschen Absatzmarkt. Nach der Abschaffung der Zollgrenze kam es zu abrupten Preissteigerungen, was zu Protesten der Bevölkerung führte. Es kam zu blutigen Zusammenstößen mit der Polizei, unter anderem am 19. August 1921 in Rawitsch.

## Verlauf der Unruhen

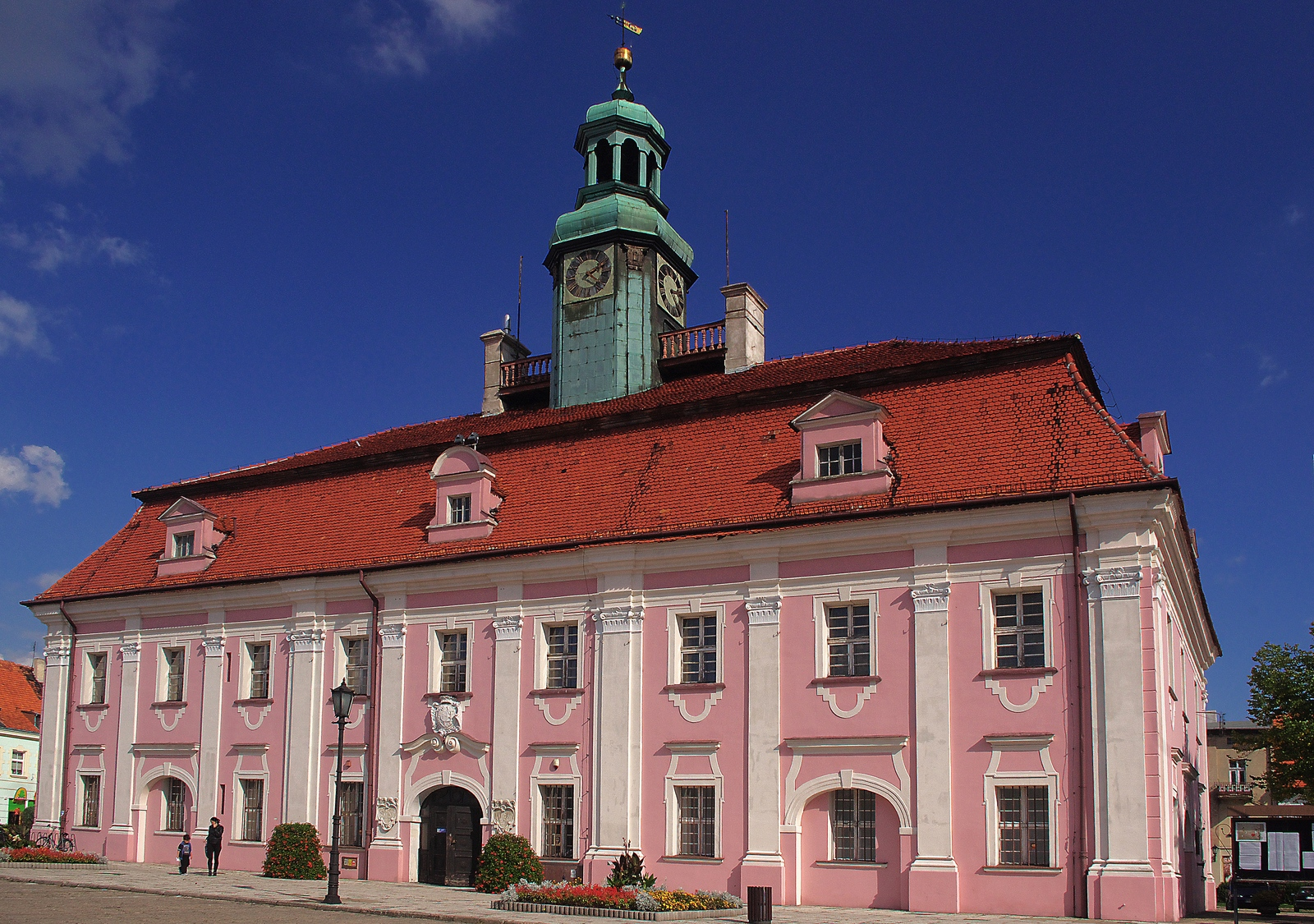
Das Rawiczer Rathaus – hier begannen die Zusammenstöße

Ende Juli 1921 kam es in der Umgebung von Rawicz zu Protesten der Arbeiter und Bauern. So protestierten die am Flussbau des Flüsschens Dąbroczna (Nebenfluss der Orla, eines rechten Nebenflusses der Barycz) beschäftigten Arbeiter wegen der Hungerlöhne. Vom Arbeiter Lewandowski angeführt, kamen sie nach Rawicz, um den örtlichen Behörden ihre Forderungen zu unterbreiten. Ihre Forderungen wurden jedoch abgelehnt. Die wütenden Protestler bewarfen das Rathausgebäude mit Steinen. Es kam zu handgreiflichen Auseinandersetzungen zwischen Polizei und Demonstranten. Einige Polizisten wurden entwaffnet. Die übrigen Polizisten versammelten sich in der Paderewski-Straße und begannen mit scharfer Munition auf die Protestierenden zu schießen. Die Kämpfe dauerten mehrere Stunden, denn aus den benachbarten Dörfern kamen mit Heugabeln und Sensen bewaffnete Bauern. Die Stadt wurde von Soldaten umzingelt. In der folgenden Nacht wurden viele Protestler festgenommen.

„Ueber die Teuerungsunruhen in Posen und Pomerellen herrscht hier ernste Besorgnis. Durch das Zusammenwirken des jüngsten Valutasturzes, Aufhebung der kommunalen Lebensmittelrationen und Oeffnung der kongreßpolnischen Grenze, über die große Lebensmittelmengen aus dem ehemals preußischen Polen abliefen, ist die Teuerung plötzlich derart gestiegen, daß sich alle Festbesoldeten in ihrem Lebensstande hart bedroht fühlen. Hiezu kommt noch eine sehr fühlbare Arbeitslosigkeit. Als Ursache der Unruhen bezeichnet man auch kommunistische Agitation. In Rawitsch, Lissa, Kosten und Posen ist es zu Straßendemonstrationen gekommen, bei denen die Polizei eingreifen mußte. In Rawitsch schoß die Polizei und tötete sechs Personen. Die Eisenbahner des Posener und Danzig-Pomerellener Direktionsbezirkes haben Forderungen gestellt und drohen, falls ihre Bedingungen nicht angenommen werden, mit Generalstreik.“

Die festgenommenen Protestler wurden zu Freiheitsstrafen verurteilt. Nach dem Absitzen der Strafen emigrierten die meisten von ihnen, darunter auch Lewandowski, nach Frankreich.

## Liste der Opfer
Während der Kämpfe starben vor Ort gegen 11:30 Uhr drei Personen, die übrigen erlagen am 19., 20. und 21. August 1921 im örtlichen Krankenhaus den Schusswunden. Sie wurden gemeinsam am Rawiczer Friedhof am 25. August beerdigt. Es waren:
- Stefan Cyburski (22 J.),
- Władysław Dąbrowicz (18 J.),
- Franciszek Robaszyński (23 J.),
- Wincenty Szukalski (37 J.),
- Kazimierz Szwarc (17 J.),
- Jan Tatarek (22 J.),
- Jan Tyca (26 J.)

1962 wurde am damaligen Rawiczer Rathaus eine Gedenktafel mit den Namen der Gefallenen enthüllt.